# Ácido ritalínico
Ácido ritalínico é uma fenetilamina substituída e um dos principais metabólitos inativos das drogas psicoestimulantes metilfenidato e etilfenidato. Quando administrado por via oral, o metilfenidato é extensamente metabolizado no fígado por  hidrólise do grupo éster, originando o ácido ritalínico. A hidrólise é catalisada pela enzima carboxilesterase 1 (CES1).

## Usos
O ácido ritalínico é usado como composto intermediário na síntese do metilfenidato e seus análogos, como o etilfenidato e o isopropilfenidato.